# Підземне сховище газу Ахуроа
Підземне сховище газу Ахуроа — інфраструктурний об'єкт газової промисловості на Північному острові Нової Зеландії.
Сховище створили на основі виснаженого покладу газоконденсатного родовища Ахуроа, розробка якого припинилась у 2007-му. Того ж року австралійська Origin Energy, що діяла через Contact Energy, придбала права на Ахуроа у Swift Energy. Будівництво сховища стартувало в 2008-му, в 2009-му ввели в дію компресор, що дозволило почати закачування газу, а повне завершення проекту припало на 2011 рік.
Зберігання газу відбувається на глибині 2,3 кілометра в пісковиках олігоценової формації Отараоа (в тій її складовій, що носить назву Тарікі та в деяких джерелах згадується як формація Тарікі). В межах проекту використали споруджену на етапі розробки свердловину Ahuroa-2A, до якої додали нові свердловини Ahuroa-3, Ahuroa-4 та Ahuroa-5-ST-1, буріння яких припало на 2009 – 2010 роки. На момент запуску ПСГ мало добову продуктивність по відбору на рівні 1,18 млн м3 при загальному проектному об’ємі 473 млн м3 плюс 105 млн м3 буферного газу.
Родовище Ахуроа вже було під’єднане до газопроводу Ахуроа – Стратфорд – Нью-Плімут. На додачу до нього проклали перемичку довжиною 8,5 км та діаметром 450 мм, що прямує до ТЕС Стратфорд та повинна забезпечувати її функціонування як пікової електростанції.
В 2018-му Origin Energy продала сховище Gas Services New Zealand, яка також відома як Flex Gas та належить новозеландській First Gas. В 2020-му Flex Gas завершила проект модернізації, що передбачав встановлення трьох компресорів зі збільшенням добової пропускної здатності сховища по закачуванню та відбору до 1,71 млн м3 на добу. В 2022-му переглянули активний об’єм зі зменшенням його до 210 млн м3.